# 도래울1로
도래울1로(Doraeul 1-ro)는 경기도 고양시 덕양구 도내동 923-2번지와 도래울의장대공원 앞을 잇는 도로이다.

## 연혁
- 2015년: 고양원흥개발지구(도래울마을) 개발과 함께 개통

## 주요 경유지
경기도
- 고양시 덕양구 (도내동)

## 주요 건물 및 시설
- 도래울고등학교 (경기도 고양시 덕양구 도래울1로 67)
- 흥도초등학교 (경기도 고양시 덕양구 도래울1로 83)